# Gladstone (Illinois)
Pour les articles homonymes, voir Gladstone.
Gladstone, est un village du comté de Henderson dans l'Illinois, aux États-Unis,. Situé au centre du comté, il est incorporé le 26 juin 1894.

## Démographie
Lors du recensement de 2010, le village comptait une population de 281 habitants. Elle est estimée, en 2016, à 275 habitants.